# 布達佩斯 (喬治亞州)
布達佩斯（英語：Budapest）是位於美國喬治亞州哈拉爾森縣的一個非建制地區。該地的面積和人口皆未知。

## 地理
布達佩斯的座標為33°42′54″N 85°13′05″W / 33.71500°N 85.21806°W，而該地的平均海拔高度為415米（即1362英尺）。